# Dīmītrios Ferfelīs
Dīmītrios Ferfelīs (in greco Δημήτριος Φερφελής?; Delmenhorst, 5 aprile 1993) è un calciatore tedesco naturalizzato greco, attaccante del Frisia Wilhelmshaven.

## Carriera
Cresciuto nel settore giovanile del Werder Brema, nel 2012 viene acquistato dal Coblenza, giocando per due stagioni in Regionalliga. Nel 2014 viene acquistato dal PEC Zwolle, con cui esordisce in Eredivisie il 23 novembre dello stesso anno, in occasione dell'incontro perso per 1-2 contro il Twente. Al termine della stagione, totalizza 6 presenze tra campionato e coppa. Nel 2015 viene ingaggiato dal PAS Giannina, società della massima serie greca, che lo fa anche debutare nelle competizioni europee. Nel gennaio 2017 passa al Lamia, formazione della seconda divisione greca. In estate fa ritorno in Germania tra le file dello Zwickau, in terza divisione. Negli anni successivi torna a giocare in Regionalliga, vestendo le maglie di Wormatia Worms, Gießen ed Atlas Delmenhorst.

## Statistiche

### Presenze e reti nei club
Statistiche aggiornate al 16 agosto 2022.
| Stagione            | Squadra             | Campionato          | Campionato | Campionato | Coppe nazionali | Coppe nazionali | Coppe nazionali | Coppe continentali | Coppe continentali | Coppe continentali | Altre coppe | Altre coppe | Altre coppe | Totale | Totale |
| Stagione            | Squadra             | Comp                | Pres       | Reti       | Comp            | Pres            | Reti            | Comp               | Pres               | Reti               | Comp        | Pres        | Reti        | Pres   | Reti   |
| ------------------- | ------------------- | ------------------- | ---------- | ---------- | --------------- | --------------- | --------------- | ------------------ | ------------------ | ------------------ | ----------- | ----------- | ----------- | ------ | ------ |
| 2012-2013           | Coblenza            | RL                  | 26         | 7          |                 | -               | -               |                    | -                  | -                  |             | -           | -           | 26     | 7      |
| 2013-2014           | Coblenza            | RL                  | 26         | 10         |                 | -               | -               |                    | -                  | -                  |             | -           | -           | 26     | 10     |
| Totale Coblenza     | Totale Coblenza     | Totale Coblenza     | 52         | 17         |                 | -               | -               |                    | -                  | -                  |             | -           | -           | 53     | 4      |
| 2014-2015           | PEC Zwolle          | ED                  | 5          | 0          | CO              | 1               | 0               | UEL                | 0                  | 0                  | SO          | 0           | 0           | 6      | 0      |
| 2015-2016           | PAS Giannina        | SL                  | 12         | 0          | CG              | 4               | 1               |                    | -                  | -                  |             | -           | -           | 16     | 1      |
| 2016-gen. 2017      | PAS Giannina        | SL                  | 1          | 0          | CG              | 1               | 0               | UEL                | 3                  | 0                  |             | -           | -           | 5      | 0      |
| Totale PAS Giannina | Totale PAS Giannina | Totale PAS Giannina | 13         | 0          |                 | 5               | 1               |                    | 3                  | 0                  |             | -           | -           | 21     | 1      |
| gen.-giu. 2017      | Lamia               | FL                  | 8          | 1          | CG              | 2               | 0               |                    | -                  | -                  |             | -           | -           | 10     | 1      |
| 2017-2018           | Zwickau             | 3L                  | 9          | 0          |                 | -               | -               |                    | -                  | -                  |             | -           | -           | 9      | 0      |
| 2018-2019           | Wormatia Worms      | RL                  | 26         | 6          | CG              | 1               | 0               |                    | -                  | -                  |             | -           | -           | 27     | 6      |
| 2019-2020           | Gießen              | RL                  | 8          | 2          |                 | -               | -               |                    | -                  | -                  |             | -           | -           | 8      | 2      |
| 2020-2021           | Atlas Delmenhorst   | RL                  | 7          | 2          |                 | -               | -               |                    | -                  | -                  |             | -           | -           | 7      | 2      |
| 2021-2022           | Atlas Delmenhorst   | RL                  | 18         | 2          |                 | -               | -               |                    | -                  | -                  |             | -           | -           | 18     | 2      |
| 2022-2023           | Atlas Delmenhorst   | RL                  | 3          | 3          |                 | -               | -               |                    | -                  | -                  |             | -           | -           | 3      | 3      |
| Totale carriera     | Totale carriera     | Totale carriera     | 149        | 33         |                 | 9               | 1               |                    | 3                  | 0                  |             | 0           | 0           | 161    | 34     |